# Waltzing Matilda

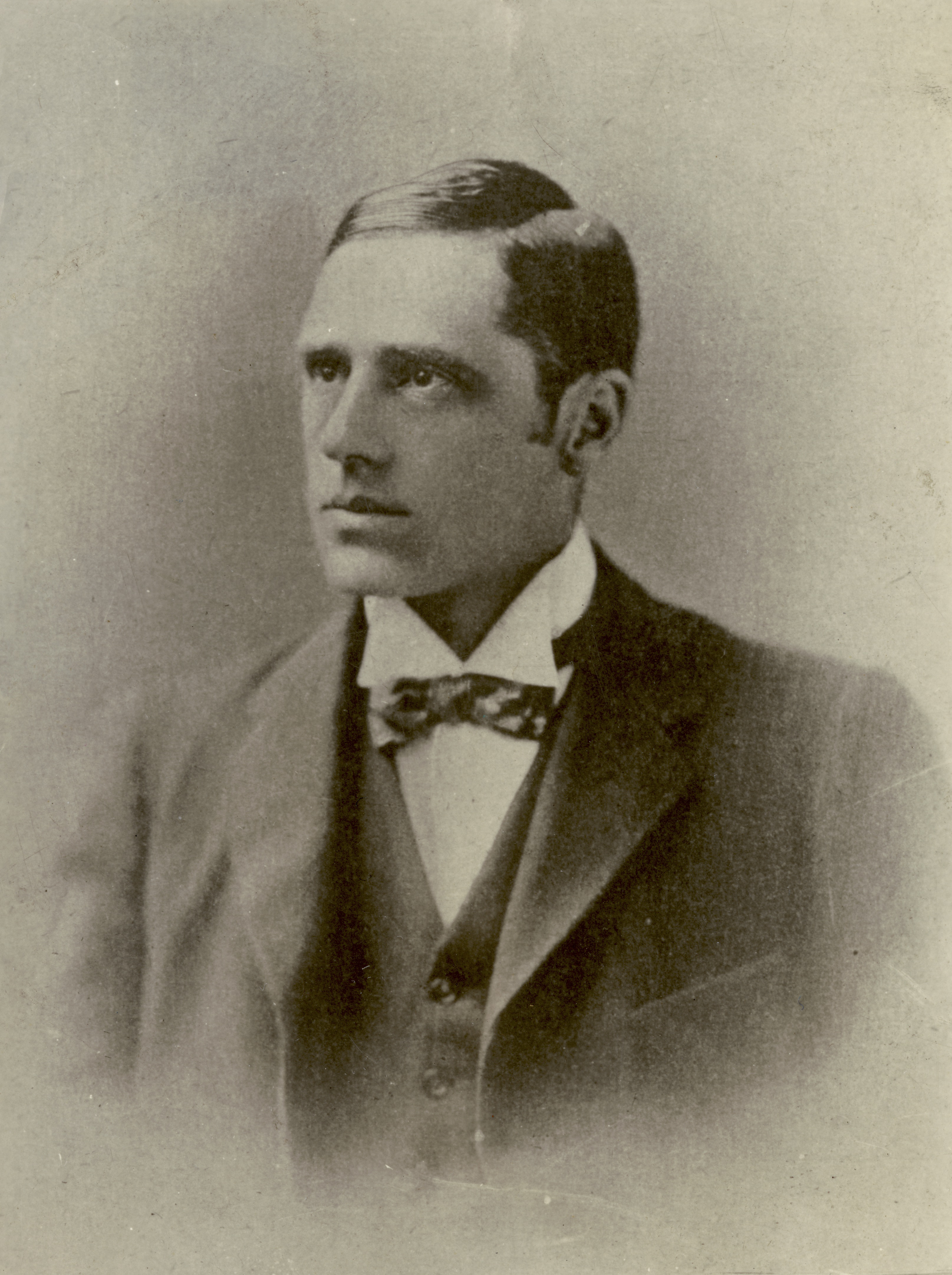
Schrijver Banjo Paterson

Waltzing Matilda is een populair Australisch volksliedje, geschreven in 1895 door Banjo Paterson. De melodie is afkomstig van een Schots liedje, Craigielee, van James Barr en werd door Christina Macpherson aan Paterson doorgegeven.
Het liedje gaat over een zwerver (swagman) die een schaap (jumbuck) steelt, en zichzelf in een kreek (billabong) verdrinkt als hij opgepakt dreigt te worden.
Een matilda is een plunjezak; waltzing schijnt van de verouderde Duitse uitdrukking Auf die Walz gehen (op pad gaan) te komen. Waltzing matilda is dus met een plunjezak op je rug op pad gaan.
Met een wals, een dans in driekwartsmaat, heeft het niets te maken; de melodie is zelfs niet in walstempo.
Het nummer is talloze keren opgenomen, onder meer door Jimmie Rodgers die daar een hit mee had in 1962, Harry Belafonte, Burl Ives, de New Christy Minstrels, Frank Ifield, The Seekers en Helmut Lotti. Tijdens de sluitingsceremonie van de Olympische Zomerspelen in Sydney in 2000 werd het nummer opgevoerd door de countryzanger Slim Dusty.
Een verwijzing naar Waltzing Matilda komt voor in enkele andere liedjes, zoals in Tom Traubert's blues (Four sheets to the wind in Copenhagen) van Tom Waits, later ook door Rod Stewart en Bon Jovi opgenomen. Mogelijk is de betekenis van Waltzing Matilda hier het spuiten van heroïne, zoals militairen de term gebruikten in Vietnam.
In het nummer Sara van de Belgische groep Yevgueni komt de vraag voor: Wie danst Waltzing Matilda met mij?
And the band played Waltzing Matilda is van Eric Bogle en is ook bekend van uitvoeringen door The Pogues, Shane MacGowan, Joan Baez, John McDermott, The Dubliners en June Tabor. Bogle verwijst naar de 50.000 soldaten uit Australië die stierven in Gallipoli in 1915 (mislukte invasie van de geallieerden tijdens de Eerste Wereldoorlog) en naar de zinloosheid van oorlogen in het algemeen.
Waltzing Matilda wordt vaak het onofficiële nationale volkslied van Australië genoemd.